# Wintershoven
Wintershoven, is een deelgemeente van de Belgische stad Hasselt, in de provincie Limburg. Tot 1977 was Wintershoven een zelfstandige gemeente, gelegen in Haspengouw aan de Mombeek (soms ook wel Molenbeek genoemd). Nadien was Wintershoven tot 2024 een deelgemeente van Kortessem.

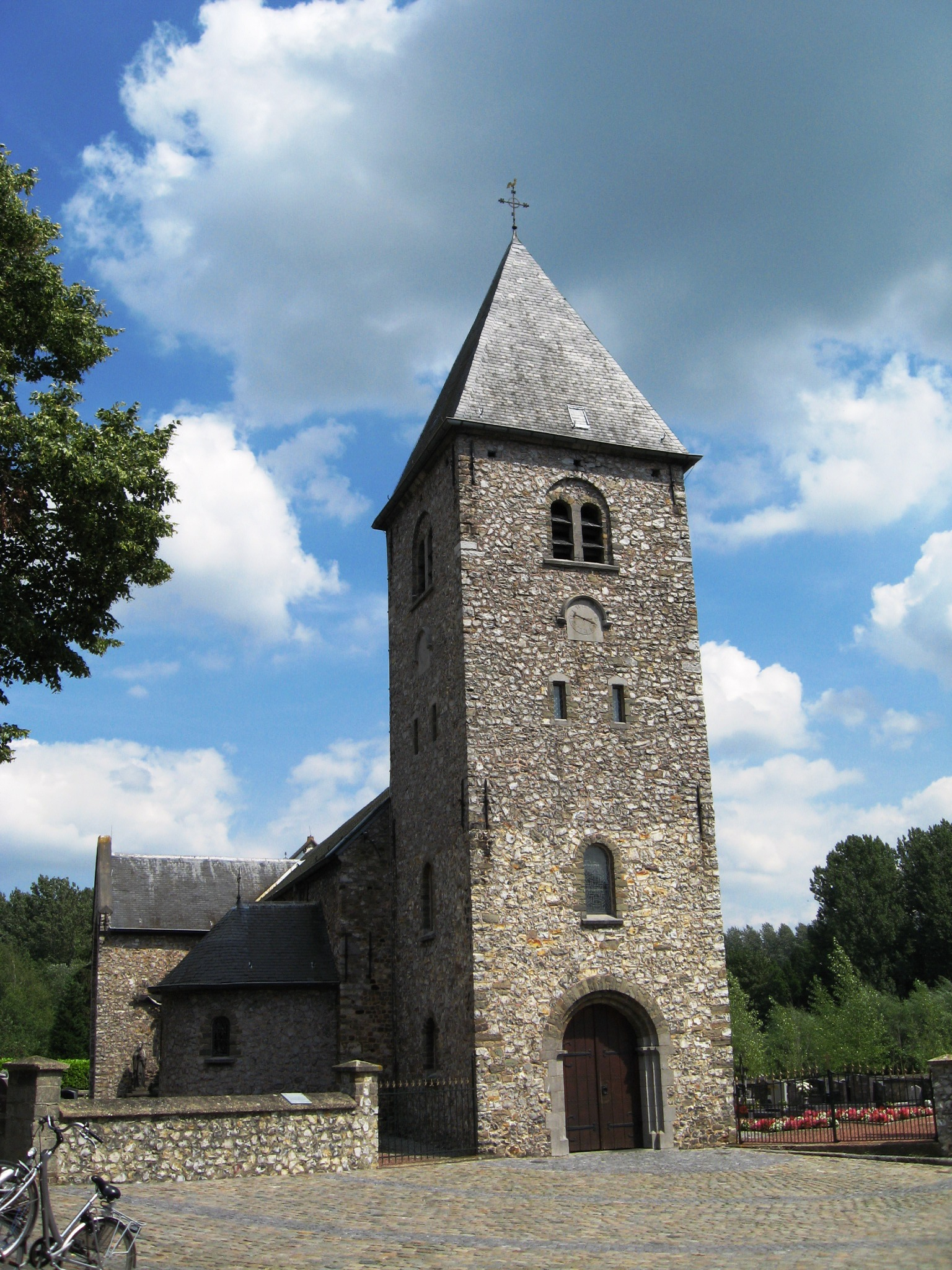
De Sint-Pietersbandenkerk

## Etymologie
Wintershoven werd voor het eerst schriftelijk vermeld in 976, en wel als Villa Wintreshovo. Het achtervoegsel -hoven wijst hierbij op een Frankische oorsprong. Wintres zou op een eigennaam duiden: hoeve van Winidahari.

## Geschiedenis
De Romeinse aanwezigheid blijkt uit het feit dat de heerbaan van Tongeren in noordelijke richting het grondgebied van het latere Wintershoven doorsneed. In de Sint-Pietersbandenkerk werden Romeinse dakpannen, potscherven en vuurstenen verwerkt.
Mede door de activiteiten in de 7e eeuw van geloofsverkondigers als Bavo van Gent, Amandus en hun volgelingen, werd Wintershoven in de vroege middeleeuwen een belangrijk kerkelijk centrum. Velen van hen werden heilig verklaard (de Heiligen van Wintershoven) en worden sindsdien vereerd.
Wintershoven is het dorp van de vele heiligen die er al eeuwenlang vereerd worden. Elk jaar komen in het dorp, op 1 en 2 november vele gelovigen samen in de hoogmis, omdat daar de Wintershovense heiligen vereerd worden. Dan worden de relieken van de heiligen uit de zevende eeuw getoond.
Bestuurlijk was Wintershoven een allodium, dat echter deel uitmaakte van het Graafschap Loon. Het patronaatsrecht van de parochie, dat vanouds toebehoorde aan de Sint-Baafsabdij te Gent, kwam begin 13e eeuw aan de Graven van Loon, welke het afstonden aan de Heren van Kortessem. In 1225 kwam het patronaatsrecht aan het toen opgerichte kapittel van Kortessem. Een deel van het tiendrecht kwam in 1232 toe aan de Abdij van Herkenrode.
Wintershoven, gelegen op een kruispunt van wegen, ontwikkelde zich oorspronkelijk als een straatdorp. In 1904 werd de tramlijn Kortessem-Tongeren aangelegd, met een tramstation ter hoogte van Kasteel Dessener. De tramlijn is verdwenen, maar de naam Stationsstraat bleef. Langs deze straat ontwikkelde zich lintbebouwing.

## Demografische ontwikkeling
- Bronnen:NIS, Opm:1831 tot en met 1970=volkstellingen; 1976 = inwoneraantal op 31 december

## Bezienswaardigheden
- Romaanse Sint-Pietersbandenkerk (11e–12e eeuw ) met interessant interieur (o.a. 15e- en 16e-eeuwse beelden), de kerk is beschermd sinds 1936. In de kerk bevinden zich zes borstbeelden uit ca. 1600, in gepolychromeerd hout, van een aantal van de Heiligen van Wintershoven. Net als Amandus lieten verschillende van deze heiligen bronnen ontspringen. Wintershoven zelf heeft een Lambertus- en een Landoaldusbron.
- In en vooral buiten de kerk staan talrijke 15e-18e-eeuwse grafstenen en -kruisen.
- Kasteel en hoeve Dessener in Maaslandse renaissancestijl (17e eeuw).
- De Lambertusbron met monument uit 1894, ligt op 100 m van de Bronstraat in de omgeving van de kasteelhoeve Dessener.
- Wintershovenmolen
- De Sint-Annakapel (1812).
- De Hoeve Schoenwinckel (1679), voormalig pachthof van de Abdij van Herkenrode.

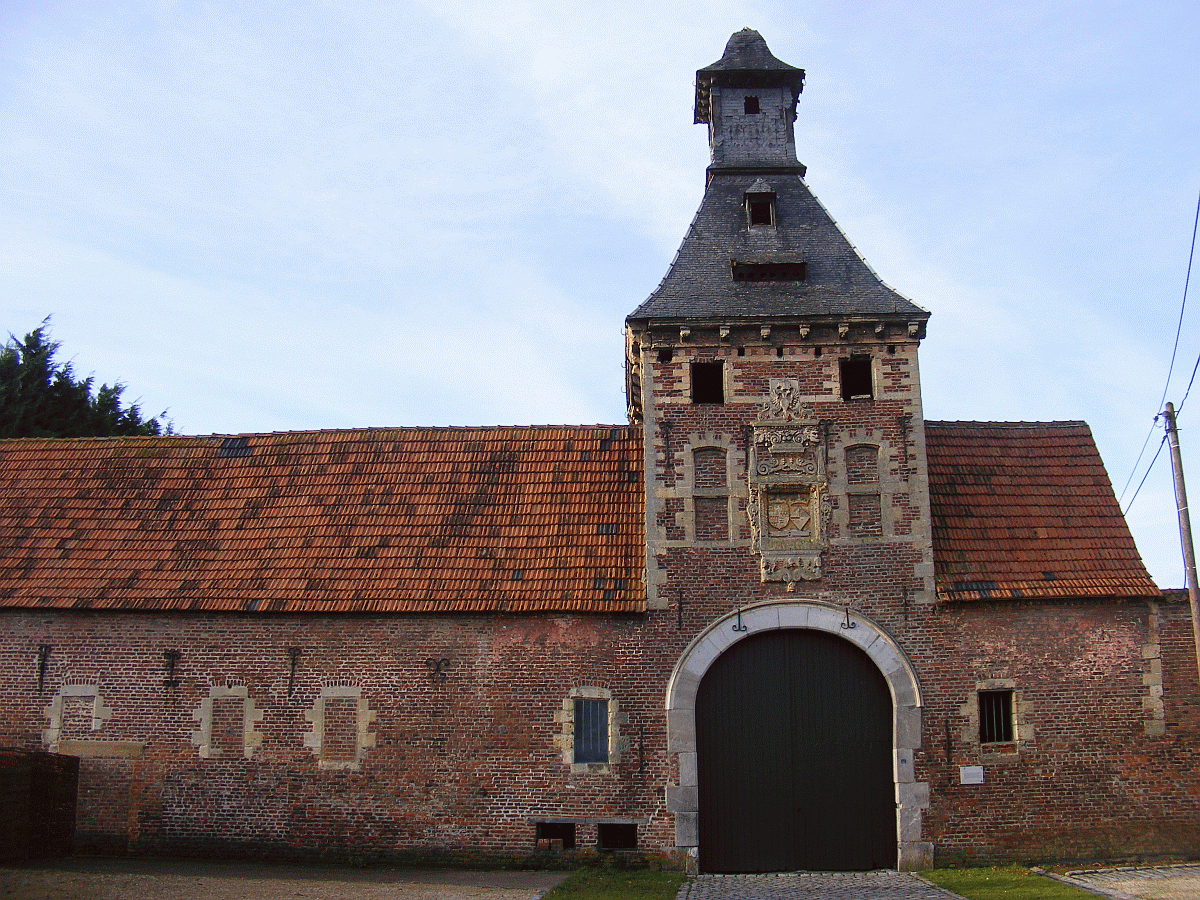
Kasteelhoeve Dessener
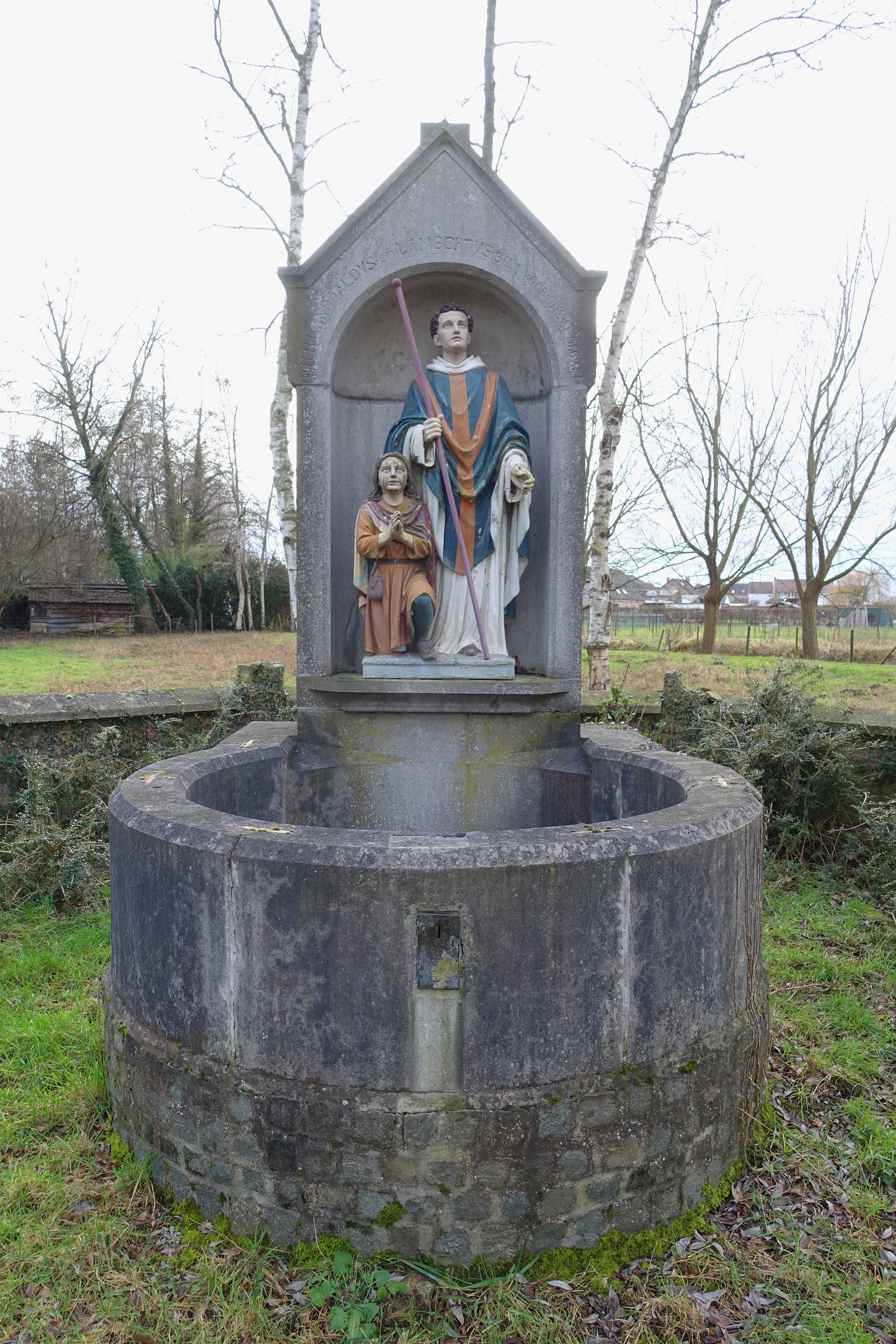
Sint-Lambertusbron
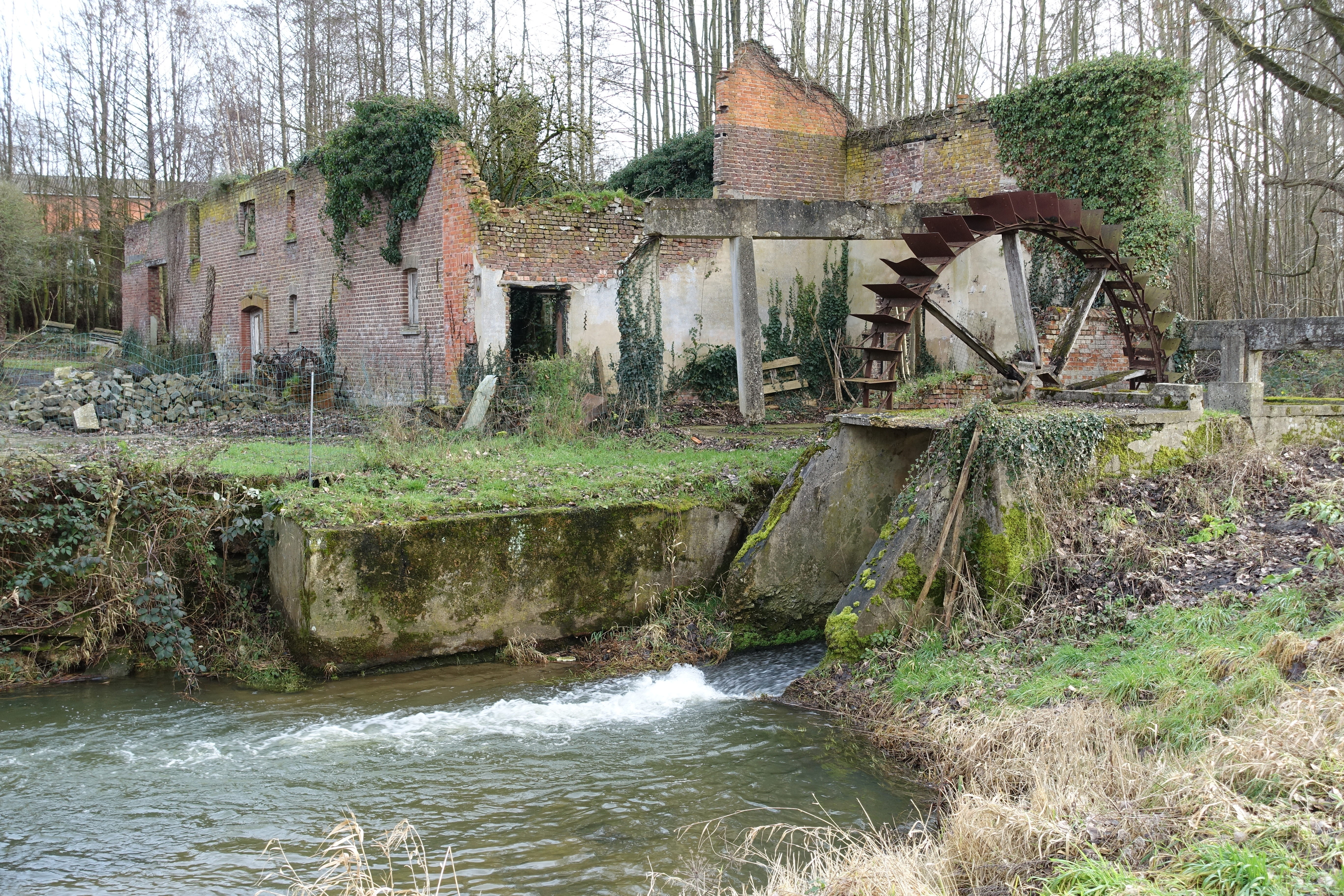
Vervallen Wintershovenmolen
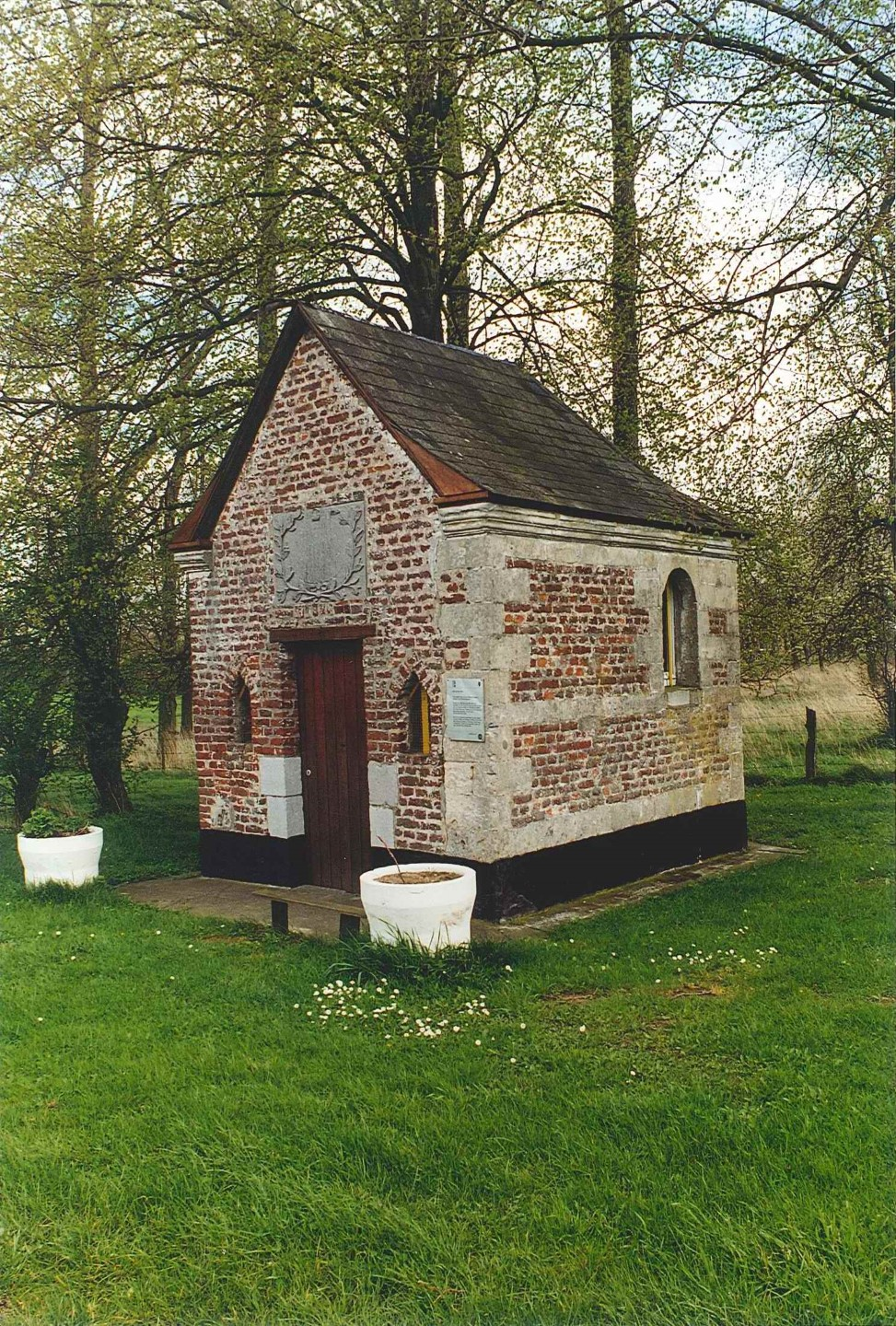
Sint-Annakapel
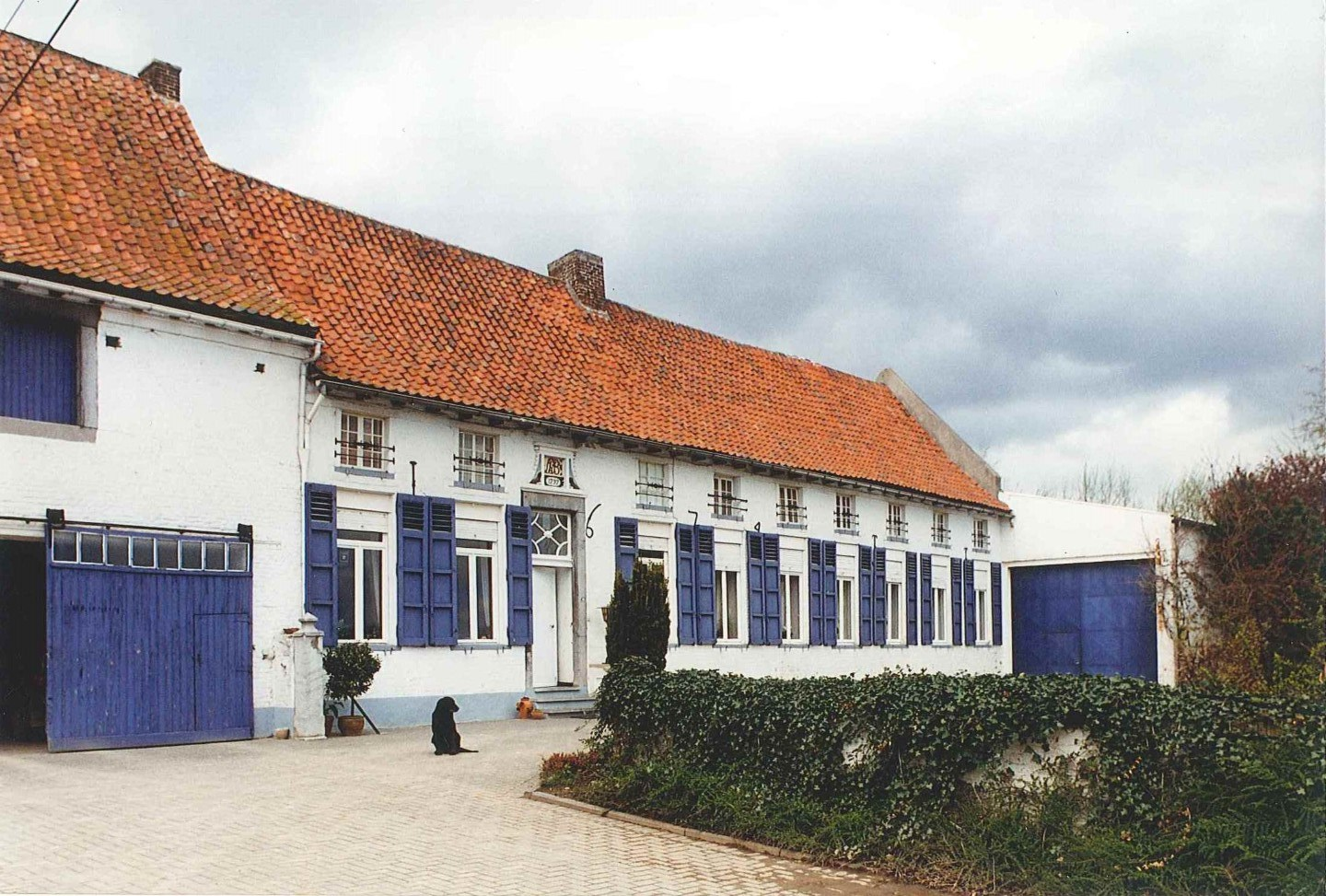
Hoeve Schoenwinckel

## Aangrenzende (deel)gemeenten
| Aangrenzende gemeenten | Aangrenzende gemeenten | Aangrenzende gemeenten | Aangrenzende gemeenten | Aangrenzende gemeenten |
| ---------------------- | ---------------------- | ---------------------- | ---------------------- | ---------------------- |
| Kortessem              |                        | Kortessem              |                        | Vliermaalroot          |
|                        |                        |                        |                        |                        |
| Guigoven               | Vliermaalroot          |                        |                        |                        |
|                        |                        |                        |                        |                        |
| Guigoven               |                        | Vliermaal              |                        | Vliermaal              |

Deelgemeenten: Guigoven · Hasselt · Kermt · Kortessem · Kuringen · Sint-Lambrechts-Herk · Spalbeek · Stevoort · Stokrooie · Wimmertingen · Vliermaal · Vliermaalroot · Wintershoven

Stadsdelen: Banneuxwijk · Heilig-Hartwijk · Kapermolen · Runkst · Sint-Catharinawijk · Sint-Martinuswijk

Overige plaatsen: Godsheide · Heide  · Kanaalkom · Kiewit · Overdemer · Rapertingen · Schimpen  · Tuilt

Belgische gemeenten · Arrondissement Hasselt · Limburg · Vlaanderen